# トラックコレクション
トラックコレクション（THE トラックコレクション）は、2005年からトミーテックが製造･販売を行っているトラックのディスプレイモデル（展示用模型）である。
ここでは、2008年8月より展開されていたトラックコレクション80（はちまる）についても記述する。

## 概要
同社の他のジオラマコレクションシリーズ同様、日本型Nゲージの一般的な縮尺である1/150による、ブラインド販売パッケージモデルである。2010年までは年1回のペースで発売されていた。最新製品は2013年2月発売の第8弾である。専用の収納ケースも販売されている。
2011年よりオープンパッケージ2台セット形式での販売も行われており、一般流通店品とは異なる企業限定品も発売されている。
トラックに積載されているコンテナは、トミーテックの鉄道模型部門であるトミックスのコンテナ車に搭載可能である。また、一部の車種にはコンテナ積載用の爪があるため、トミックス製のコンテナも積載できる。
関連が強い商品に同社のトレーラーコレクションがあり、一部の車種で部品を共有している。

## 製品一覧

### ブラインドパッケージ
各弾とも、シークレットは1種類。

#### 第1弾
2005年7月発売。
- いすゞ・TX - 積荷用パーツ[注釈 1] が付属。
  - 日本通運幌付き（2灯ライト）
  - 自家用平ボディ - 塗色は青。
  - 出光興産タンクローリー（2灯ライト）
  - 建設省散水車
- 日産ディーゼル・サングレイト
  - 日本通運幌付き - 積荷用の木箱パーツ（TXのものと同一）が付属。
  - 一般営業用平ボディ - 塗色は水色。積荷用のコイルパーツが付属。
- 日野・プロフィア
  - 日本通運ウィングバン FR、パネルバン FN
  - 佐川急便ウィングバン FR
  - 郵便局（正確には日本郵便逓送）パネルバン FR
  - 西濃運輸パネルバン FN
  - 山崎製パンパネルバン FN
- シークレット
  - いすゞ・TX - 松本電気鉄道散水車
- 専用ケース
最大16台収納可能。いすゞ・TX（幌付き）の無塗装車が入っている。

#### 第2弾
2006年1月発売。※のあるものは積荷用のドラム缶パーツ（消防車は2個）が付属。
- 日野・ZM
  - 日本通運平荷台幌付き TC
  - アサノセメントミキサー車 ZM中期型
  - チチブセメントミキサー車 ZM後期型
  - 一般営業用ダンプカー ZM中期型※ -  塗色は黄色。積荷用の土砂パーツが付属。
- いすゞ・ギガ KC-CXZ・CYM/CXM・CXG系
  - 太平洋セメントミキサー車 CXZ
  - 小野田レミコンミキサー車 CXZ
  - 一般営業用ダンプカー CXZ※ -  塗色は青。積荷用の土砂パーツが付属。
  - 日本通運冷蔵車 CXM
  - 福山通運ウィングバン CXG
  - 鮮魚輸送車冷蔵車 CXM - 特に事業者を指定しない一般営業用車。キャブの塗色は黒。
  - 高速郵便車パネルバンCYM
- いすゞ・TX
  - 消防車※ - ホースカーと収納状態のホースが付属（シークレットも同様）。
- シークレット
  - いすゞ・TX - 消防車※（2灯ライト。標記も通常モデルと異なる）
- 専用ケース
最大20台収納可能。いすゞ・ギガ（ダンプカー）の無塗装車が入っている。

#### 第3弾
2007年3月発売。車種はトレーラーコレクション第2弾で先行登場した三菱ふそう・スーパーグレートとUD・クオンのほか、初登場の三菱ふそう・Fシリーズ、日野・TC後期型の4車種。新作の荷台は16klタンクローリーとはしご車。今回は積荷用パーツは付いていない。
今回からトレーラーコレクション第2弾とともにタイヤが新しい金型のものに替わり、よりリアルな物になっているが、フロントタイヤのみ2種類存在する。今回よりスペアタイヤが専用の金型のものだけではなく、フロントタイヤを改造した物も登場した（タンクローリーとFシリーズのみ）。以後、車種によってはスペアタイヤの向きが２種類混在するようになる。（実車は専用金型のものが正しい）
- 三菱ふそう・スーパーグレート前期型 KL/PJ-F#系
  - 出光興産タンクローリー（新カラー） FT
  - 新日本石油タンクローリー FT
  - 佐川急便パネルバン（ギャラクシーカラー） FU
  - 日本通運パネルバンFU
  - 一般営業用ウィングバン FU（ブルー、シャーシはレッド）
- UD・クオン
  - JOMOタンクローリー CV
  - 昭和シェル石油タンクローリー CV
  - 化成輸送用タンクローリー CV（イエロー／ブルーグリーン）
  - 日本郵便 パネルバン CD
- 三菱ふそう・Fシリーズ前期型 FU113S型
  - 日本通運平荷台幌付き FU
  - 一般営業用パネルバン FU（レッド）
- 日野・TC後期型
  - はしご車
- シークレット
  - 三菱ふそう・Fシリーズ- 出光興産タンクローリー FT
- 専用ケース
最大16台収納可能。三菱ふそう・スーパーグレートFT（タンクローリー）の無塗装車が入っている。

#### 第4弾
2008年5月発売。当初の発売予定は、同年4月だった。車種は第1弾で登場した日野・プロフィアといすゞ・ギガ前期型、第3弾で登場した日産ディーゼル・クオンの3車種に加え、日野・KS後期型と西日本車体工業製キャブのはしご車が新登場。
今回は低床4軸車がメインで、総輪同径の4軸ロングシャーシと19．5インチタイヤ、第1軸のみ22．5インチタイヤを装備する異径シャーシが製作されている。新作の荷台はコンテナ車用が2種類、クレーン（通称ユニック）、クレーン搭載車用の平ボディが製作されている。
今回より鉄道輸送用コンテナが登場。U47A形38000番台コンテナとU54A形30000番台コンテナの、有蓋コンテナ2種類。
KSとギガCYHのユニック車の3台は第1軸のみ22.5インチ扁平タイヤを装備する。今回は第2弾以前の旧金型のタイヤが装着された。
第3弾で登場した新金型22.5タイヤは扁平タイヤよりも直径がわずかに大きく、そのまま装着すると第2軸が接地しなくなるためであると考えられるが、前月発売のバスコレ西工96MCの新金型扁平タイヤと旧金型タイヤの外径は同じである。
グランドプロフィアについては、トレコレ第2弾で登場したハイルーフキャブはフロント周りのディテールアップが図られたが、ロールーフキャブはこの時まだ従来のクオリティでの登場となり、完全なスイッチ金型ではなかったことがうかがえる。
- 日産ディーゼル・クオンCG
  - 日通エコライナー31フィートコンテナ
  - 日本通運4軸低床ウイングバン
- 日野・プロフィアFW PJ-FW系
  - 佐川急便4軸低床パネルバン
  - 西濃運輸31フィートコンテナ（荷台なし）
  - 西濃運輸4軸低床パネルバン
- いすゞ・ギガ（1型）KC-CYH/CYJ系
  - 佐川急便31フィートコンテナ（荷台なし）
  - 全国通運31フィートコンテナ（ライトブルー）
  - 一般営業用4軸低床パネルバン（ホワイト）
  - クレーン付き平荷台（キャブ・イエロー、クレーン・レッド、荷台・シルバー） ※今回ギガの中で唯一、異径タイヤの初期型である。
- 日野・KS後期型
  - 一般営業用4軸パネルバン（スカイブルー）
  - クレーン付き平荷台（ダークグリーン、クレーン・イエロー）
- 日本機械工業
  - スカイアクションラダーはしご車 ※キャブは西日本車体工業製。96MC型バスボディをベースとしている。
- シークレット
  - 日本機械工業 - スカイアクションラダーはしご車（通常品と塗装違い）
- 専用ケース
最大14台収納可能。

日通エコライナー31フィートコンテナには、キャブの屋根に取り付けるエアロパーツが別パーツとして付属している場合がある。

#### 第5弾
2009年3月発売。中型トラックがメイン。全て日野車で、クルージングレンジャー、2代目レンジャー、ドルフィンプロフィア馬匹車の3車種。
中型トラックはボディやシャーシはもちろんタイヤに至るまですべて新規パーツで構成されている。レンジャーはそれぞれ標準キャブとダブルキャブが作り分けられており、また2代目レンジャーは大型仕様車用のキャブも製作されている。馬匹車はドルフィンプロフィアFWのシャーシをベースにブルーリボンのボディを架装したタイプ。第4弾の異径シャーシを流用しているが、第1軸のタイヤは低床タイプのバスに装着されているものと同じ新金型の扁平タイヤに変わった。
- 日野・クルージングレンジャー
  - クレーン付き平荷台 FD（ホワイト／クレーン・オレンジ）
  - ダンプ FD（ホワイト）
  - ポンプ車 FD ※ダブルキャブ（レッド）
  - 道路作業維持車 FD ※ダブルキャブ（イエロー・ホワイトストライプ）
  - 幌付き平荷台 FD （ホワイト／ボディ・シルバー）
- 日野・旧型（2代目）レンジャー
  - クレーン付き平荷台 KL系（グリーン／クレーン・オレンジ／シャーシ・レッド）
  - ダンプ KL系（クリームホワイト）
  - ポンプ車 KL系（レッド）
  - 国鉄貨物自動車 KR
- 馬運車（日野製のトラックシャーシがベース。バス型のボディを架装）
  - 鷹野運送 FW
  - 日本馬匹 FW
  - 日本通運 FW
- シークレット
  - 日野・クルージングレンジャー - ポンプ車（機動隊放水車仕様）
- 専用ケース
最大19台収納可能。

#### 第6弾
2009年11月発売。液体物輸送車がメイン。車種はプロフィア、日野・TC後期型、スーパーグレート前期型の既存3車種に加え、新作の日産ディーゼル・レゾナC800前期型と後期型の4車種5種類である。TC後期型はグリルが第2弾のZMと比較するとわかりやすいが、後期グリルが改修された。タンクローリーの荷台は第3弾で登場した物と新たに製作された2種類が存在する。新作の荷台は旧型タンクローリー、化成輸送用、ミルクローリー、活魚車、ガスローリー、水槽車の6種類もの荷台が新規製作されている。ガスローリーと化成輸送車のシャーシも新しく製作されている。
活魚車は第2弾のギガ以来の冷蔵機装着車である。第2弾では冷蔵機はユーザー取り付けパーツとして同封されていて、サイドバンパーも冷蔵機と干渉する部分をユーザー側で切り取る必要があったが、今回からは購入時から冷蔵機は車両本体に装着されており、サイドバンパーも冷蔵機に合わせて切り欠きをつけた物になったため加工することなく直接装着することが可能になっている。
- 日野・TC後期型
  - 出光興産タンクローリー(旧カラー)
- 日産ディーゼル・レゾナC800後期型 P-CV/CD系
  - 出光興産タンクローリー(新カラー) CV後期型
  - 日本石油タンクローリー CV後期型
  - JOMOタンクローリー CV後期型
  - 化成輸送用タンクローリー CD後期型（グリーン）
  - 活魚輸送車 CD後期型（ブラック／荷台・ホワイト） ※トラコレ初のホイールカバー装着者である。
- 日産ディーゼル・レゾナC800前期型 K-CV系
  - 共同石油タンクローリー CV前期型
  - 日本石油タンクローリー CV前期型
  - 牛乳輸送車(ミルクローリー) CV前期型（ライトブルー）
- 三菱ふそう・スーパーグレート前期型 KL/PJ-FU系
  - 大陽日酸液化石油ガス輸送車
  - 岩谷産業液化石油ガス輸送車
- 日野・プロフィアFR
  - 消防水槽車
- シークレット
  - 日産ディーゼル・日産ディーゼル・レゾナ|レゾナ - 日本石油タンクローリー(旧カラー) CV
- 専用ケース
最大18台収納可能。

#### 第7弾
2010年7月発売。31 ft冷凍コンテナ積載車と冷蔵車がメイン。車種は既存のギガ1型とクオンに加え、2007年にマイナーチェンジしたギガと1972年に登場したニューパワー前期型が新規製作されている。ニューパワーはエンブレムが変わった1974年モデルを再現している。2007ギガはフロントバンパーが2種類存在し、エアダムありのものとエアダム無しの物が製作されている。
冷蔵車の箱が2種類、UF42A形38000番台コンテナ が2種類が登場した。コンテナの冷凍機と妻扉は別パーツ化されており、この部分を造り分けることによって各保有会社ごとの差異を表現している。
ニューパワーは他車種に比べてキャブバックの隙間が広く、キャブが前にせり出す形で同一シャーシの他車種と比較すると全長が長くなっているという特徴があるが、これは他メーカーの大型トラックよりもフロントアクスルが後退している実車のスタイルをそのまま共通シャーシで再現しているためである。
- いすゞ・ギガ（1型）KC-CYM系
  - 福岡運輸（31 ft冷蔵コンテナ）
- いすゞ・ギガ（4型） PDG-CYM/CXM、CYH/CYJ系
  - ランテック（冷蔵パネルバン）CYM
  - 福岡運輸（冷蔵パネルバン）CYM
  - キユーソー流通システム（冷蔵パネルバン）CYM
  - 一般営業車（冷蔵パネルバン・ブラック／朱色シャーシ）CYM
  - ヤンマー（31 ft冷蔵コンテナ・ホワイト）CYH
  - 日本石油輸送（31 ft冷蔵コンテナ・グリーン）CYH
  - 日本通運（31 ft冷蔵コンテナ）CYH
  - 西久大運輸倉庫(31 ft冷蔵コンテナ・ホワイト／シルバー)CYH
- いすゞ・ニューパワーSRK前期型
  - 一般営業車（旧型パネルバン・スカイブルー）
  - 一般営業車（幌付荷台・カタログカラー）
- UDトラックス・クオンCG
  - ランテック（31 ft冷蔵コンテナ）
- シークレット
  - 日産ディーゼル・ビッグサムCG前期型 - 九州牛乳輸送（31 ft冷蔵コンテナ）[注釈 3]

#### 第8弾
2013年1月発売。全輪駆動車メインの構成となり、シリーズで初めて自衛隊車両がリリースされた。タンクローリーとTXD幌車の上物とシャーシ、タイヤがトラコレ１弾の流用である事を除けば、ほとんどの車種はすべて新規制作である。
TS/TWはボンネット部分やFバンパーが別パーツ化されており、ひらがなエンブレムの前期型と、「ISUZU」エンブレムの後期型が製品化され、グリルの縦桟・横桟の違いがあるほか、フェンダー上部のルーバーの形状・エンブレムの有無が再現されている。自衛隊仕様の2 1/2カーゴトラックと除雪車とダンプ以外はバス用のテールランプ（通称、バス協テール）を装着している。また、ダンプは後部のアオリ（俗称ケツブタ）が別パーツになり可動式になっているのも特徴の一つ。2 1/2カーゴトラックとダンプには新規のスペアタイヤパーツが追加された。これは実車同様ホイールが両面的に再現されている。
74式特大型トラックはスーパーグレート前期型をベースとした自衛隊仕様車で、今回は幌付ボディ車と重レッカが作られた。重レッカはクレーンが可動（360°回転・ブーム上下）する。
ビッグサムのレッカー車は重レッカのコンポーネンツを流用し、民間仕様の高速レッカー車になっている。シャーシは新規設計で、アンダーリフトが格納時のものと牽引時の2形態のものが再現されていて、本体のアンダーリフトに差し込み使用する形になっている。
ビッグサム前期型の初出は2009年、トレーラーコレクション第3弾のシークレットで、シークレットとして登場した車種がレギュラーに昇格したのは今弾が初めてである。また、ビッグサムはフロントバンパーも別パーツ化された。トレーラーコレクション第6弾のドルフィンプロフィア登場以降、既存車種のバンパー別パーツ化は初めて。
クオン除雪車についても、構成しているパーツはすべて新規部品である。キャブ外装・内装についても通常の一般仕様と異なり、今回専用シャーシに合わせたものとなっている。
フロントタイヤは通常より幅広のカーキャリア（セミトレーラ）用のタイヤで、リアタイヤは一般仕様と同じ22.5インチである。
- いすゞ・TXD/TSD/TWD
  - TXD-A タンクローリー
  - TXD-A 日本通運
  - TSD/TSG ポンプ車
  - TSD/HTS 岩崎工業除雪車
  - TWD/HTW ダンプカー
- 自衛隊車両
  - 2 1/2カーゴトラック
  - 74式特大型トラック
  - 74式特大型トラック重レッカー
- 日産ディーゼル・ビッグサム前期型（2型） U-CW620H系
  - レッカー車
- UDトラックス・ クオン除雪車
  - 岩崎工業除雪車（一般道路仕様）
  - 岩崎工業除雪車（高速道路仕様）
- シークレット
  - いすゞ・TWD/HTW - 除雪ダンプ

#### 第9弾
2017年2月発売。再び低床４軸車がメインとなっている。キャブはクオン、2010年ビッグマイナーモデルのギガ、グランドプロフィア、2007モデルのスーパーグレートの既存４車種と、新規製作でニューパワー後期型（通称ロボット顔）が登場した。トレコレ2弾で登場したクオンハイルーフ、トレコレ4弾の2007スーパーグレート、トレコレ7弾の2010ギガがトラコレ初登場。グランドプロフィアはトレーラーコレクションで登場したハイルーフキャブ同様、顔周りがディテールアップされた。トレコレ日本郵船2台セット以来、6年ぶりの登場となる。側面がフラットになっているウイングボディー、跳ね上げ型パワーゲートがモールドされたウイングバンボディが登場した。
- UDトラックス・クオン
  - 札幌通運（31 ftウイングコンテナ）
  - ブリヂストン（ウイングバン）
  - SBSロジコム（31 ftウイングコンテナ）
  - センコー（31 ftウイングコンテナ）
- いすゞ・ギガ
  - 鴻池運輸（31 ftウイングコンテナ）
  - 日本通運（31 ftウイングコンテナ）
- 日野・プロフィア
  - 日本通運（ウイングバン）
- 三菱ふそう・スーパーグレート
  - 中央通運（31 ftウイングコンテナ）
- いすゞ ニューパワー
  - パネルバン（後期型）
- いすゞ・新型ギガ
  - カタログ仕様（ウイングバン）

#### 第10弾
2018年３月発売。初代ギガ1型、2007ギガ、クオン、スーパードルフィン、グランドプロフィアが登場。ドルフィンはトレコレ5弾で登場してから、およそ７年ぶりにトラコレブランド版では初登場となり、４型の通称鬼グリルが再現された。
荷台部分はトラコレ４弾で登場したコンテナ用フラット荷台、トラコレ7弾で登場した冷凍アルミバンの他に新規製作でスクラップ荷台が2種類、チップ運搬車、自衛隊コンテナ車が登場した。キャブ状に装備されるシートキャリアを新規製作。スクラップ運搬車に積荷パーツが付属している。
- いすゞ・ギガ
  - コンテナ車（ホワイト・ＪＲ貨物 30B形コンテナ）１型である。
  - コンテナ車（グレー・JR貨物 Z30A形コンテナ）2007ギガ。
  - 産業廃棄物改修運搬車（グリーン）
  - 自衛隊 特大型トラック（20 ftコンテナ）

- UDトラックス・クオンCD
  - 木材チップ運搬車（ホワイト）

- 日野・スーパードルフィンU-FR/FS
  - 木材チップ運搬車（レッド）
  - 産業廃棄物回収運搬車（ブラックグレー、荷台が低いタイプ）
  - 産業廃棄物回収運搬車（イエロー／シルバー、荷台が高いタイプ）
  - 冷凍車（ブルー）

- 日野・プロフィア
  - 産業廃棄物回収運搬車（ダークブルー）

## その他の製品

### オープンパッケージ
これまで発売された荷台をベースに、通常品と異なるキャブや塗装をセレクトし、別車種として登場したもの。荷台別の付属品は通常品と同様。このシリーズで、ブラインド版では未登場のマイナーチェンジによりグリル違い、同一車種でのカラーリング違いがリリースされるようになる。ブラインド版で登場せず、2台セットで初登場したキャブ・荷台は無い。
- 2台セットA - 2011年2月発売。
  - 日野・スーパードルフィン中期型、通称シャッターグリル（一般営業用ダンプカー・エメラルドグリーン、一般営業用ミキサー車・イエローグリーン）

- 2台セットB - 2011年2月発売。
  - いすゞ・ニューパワー中期型、通称ゴリラ顔（一般営業用ダンプカー・イエロー、一般営業用ミキサー車、クリーム）

- 2台セットC - 2011年5月発売。
  - いすゞ・TX（ポンプ車、第2弾と同様）
  - 日野・TC（はしご車） - グリルは前期型であるが、元々先にモデル化された中期以降（キャブがかさ上げされている）のキャブフロアを流用しており、キャブのフェンダー部分も中期以降のものになっており、前期型の実車と異なる。

- 2台セットD - 2011年5月発売。
  - いすゞ・ギガ後期型（LPガスローリー・ホワイト／レッド）
  - 日野・プロフィア（LPガスローリー・ホワイト／ブルー）

- 2台セットE - 2011年6月発売。
  - 三菱ふそう・スーパーグレートKL-FU50JUZ（活魚輸送車・ブラック／レッドシャーシ）
  - 三菱ふそう・スーパーグレートBKG-FU54JZ（一般営業用ウイングバン・ブルー／レッドシャーシ）

- 2台セットF（出光興産16Klタンクローリー） - 2012年5月発売。 ２台セットでは初のコーポレートカラーの車種である。
  - 日産ディーゼル・レゾナC800 W-CV系（旧塗装）
  - UDトラックス・ クオン、キャブのマークは新CI（新塗装）

- 2台セットG（エネオス16Klタンクローリー） - 2012年5月発売。
  - 日野・スーパードルフィン P-FN系（日本石油新塗装・蜂の巣グリル）
  - 日野・スーパードルフィンプロフィア KC-FN系、キャブのマークは新CI（エネオス塗装）

- 2台セットH（ミルクローリー） - 2012年7月発売。
  - いすゞ・ギガ KC-CXG系（グリーン・ハイウェイキャブ）
  - いすゞ・ギガ KC-CXM系（ホワイト・オフロードキャブ）

- 2台セットI（消防ポンプ車） - 2012年11月発売。 第5弾のブラインド版から、赤色灯がクリアパーツ・クリアレッド塗装での表現に改められている。
  - 日野・旧型（2代目）レンジャー前期型 ※ダブルキャブ（レッド）
  - 日野・ライジングレンジャー ※ダブルキャブ（レッド）

#### 限定品
- 出光興産(出光)オリジナル
  - クレジットカードまいどプラスカードの入会キャンペーン第2弾として、いすゞ・TXの出光興産タンクローリーがプレゼントされた。通常品とは異なる4灯ライトになっており、ナンバープレートも異なる。そのナンバーは現車の考証にとらわれず「門司44い・620」となっており、これは出光興産が創業した明治44年6月20日にちなむ[注釈 4]ものである。車体下面のシリーズ番号はK001である。個箱は専用デザインで、通常品と異なり蓋が糊付けされていないものである。
  - 輸送用のカートン(個箱12個で1単位)も専用のもので、白無地に黒字で商品名が書かれている。
- 出光興産(出光)オリジナル
  - 同じく第3弾として、いすゞ・ギガの出光興産16kℓタンクローリー[注釈 5] がプレゼントされた。車体下面のシリーズ番号はK003(飛び番のK002は同じく出光オリジナルのトレーラーコレクション)である。個箱は専用のデザインで、通常品と異なり蓋が糊付けされていないものである。
  - 輸送用のカートン(個箱12個で1単位)も専用のもので、白無地に黒字で商品名が書かれている。
- 日本フレートライナー トラック・コンテナセット
  - 2010年10月2日の名古屋貨物ターミナル駅公開を皮切りに、JR貨物のイベントを中心に一般販売された他、後日、ジョーシンキッズランド、ボークスなど一部の量販店でも一般販売された。UV54A形コンテナを積載したUDトラックス(旧・日産ディーゼル)・クオンと日野・プロフィアの2台セットで、専用デザインの紙箱に収められている。
  - UDトラックス・クオン+U54A形コンテナの車体下面のシリーズ番号はK004である。
  - 日野・プロフィア+U54A形コンテナの車体下面のシリーズ番号はK005である。
  - 積載されているUV54A形コンテナは、トミックスから販売されている物とは個体が異なり、細部の表記も異なる。
  - 公式に発表されている販売箇所・販売数（いずれもイベント開催前時点の予定）は以下の通りである。

| 販売年月日         | 販売箇所                 | 販売数 |
| ------------------ | ------------------------ | ------ |
| 2010年10月2日      | 名古屋貨物ターミナル駅   | 800個  |
| 2010年10月3日      | 宮城野駅                 | 800個  |
| 2010年10月10日     | 東新潟機関区             | 200個  |
| 2010年10月16日     | ちばモノレールまつり2010 | 200個  |
| 2010年10月24日     | 広島車両所               | 800個  |
|                    | 富士急電車まつり2010     | 200個  |
| 2010年10月30・31日 | 日本鉄道模型ショウ       | 1600個 |
| 2010年11月6日      | 隅田川駅                 | 1000個 |

## トラックコレクション80
日本型16番ゲージと同じ縮尺1/80のオープンパッケージとなり、前輪とキャブが可動となる。またミラーパーツ、ディスプレイケースが付属している。価格は3,675円（税込）。
- 日野TC
  - 日本通運
  - 一般営業用（ボディの塗装は青）